# Col de la Lombarde
Le col de la Lombarde (en italien : Colle della Lombarda) est un col-frontière alpin reliant la vallée de la Tinée dans les Alpes-Maritimes en France à la vallée de la Stura di Demonte, au Piémont en Italie.

## Toponymie
Son ancien nom était col de la Brasca (du marécage). Son nom actuel provient du provençal loumbardo, vent du nord-est (appelée en français lombarde).

## Géographie
Avec une altitude de 2 347 mètres, ce col surplombe la station d'Isola 2000. Il présente sur ses deux versants une pente moyenne soutenue, pendant plus de 20 kilomètres, dont quelques kilomètres approchant les 10 %. La route du côté italien est étroite.

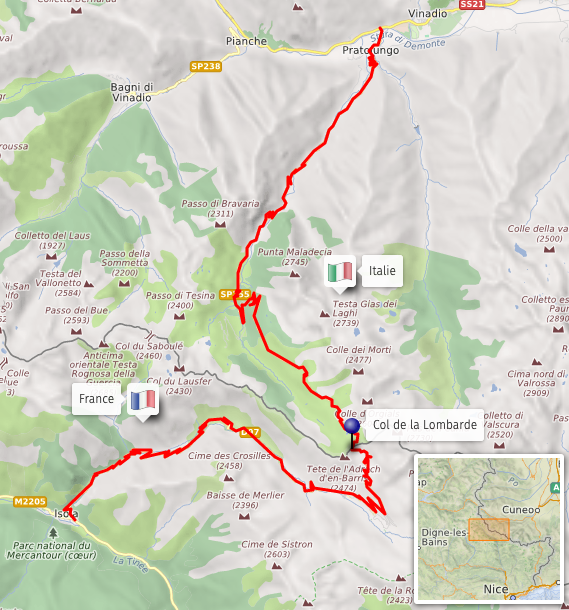
Carte du col. [http://u.osmfr.org/m/365428/ Voir la version interactive

Il est situé entre la cime de la Lombarde (2 800 m) et la Tête de l'Adrech (2 475 m).

## Histoire
Le col de la Lombarde est franchi par le 3e RIA de la 1re DFL le 25 avril 1945. Les bulldozers ont déblayé la neige qui recouvrait la route sous deux mètres d’épaisseur.
Jusqu'en 1947, la partie supérieure du val de Chastillon, où se trouve l'actuelle station de sports d'hiver d'Isola 2000, appartenait à l'Italie (commune de Vinadio). La route italienne franchissait alors le col et redescendait sur le versant sud jusqu'à la hauteur d'Isola 2000. Après la cession de ce territoire à la France en vertu du traité de Paris, une route fut construite du côté français à partir de la vallée de la Tinée. Elle fut ouverte en 1964 en vue de l'aménagement de la station d'Isola 2000, achevée en 1971, ouvrant ainsi un passage routier entre la France et l’Italie.

## Cyclisme
Le Tour de France a franchi pour la première fois ce col, classé hors catégorie, le 21 juillet 2008 lors de la 16e étape du Tour de France 2008 entre Cuneo et Jausiers. C'est l'Allemand Stefan Schumacher qui est passé en tête au sommet.
Le Tour d'Italie franchit ce col le 28 mai 2016 sur la 20e étape entre Guillestre et Vinadio.